# 니와 미쓰시게

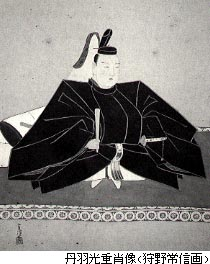
니와 미쓰시게

니와 미쓰시게(일본어: 丹羽光重, 1622년 2월 8일 ~ 1701년 5월 18일)는 일본 에도 시대의 다이묘로, 시라카와번의 2대 번주이자, 니혼마쓰번의 번주이다. 어릴적 이름은 미야마쓰마루(宮松丸)이며, 호는 한코안(半古庵), 교쿠호(玉峰)이다. 관위는 종4위하, 사쿄노다이부(左京大夫), 시종(侍従)이다.
니와 나가시게의 셋째 아들로 태어났다. 위로 두 명의 형이 있었으나 모두 어린 나이에 사망하여, 1628년에 적자가 되었다. 1637년, 아버지 나가시게가 사망하자 시라카와 번주가 되었다. 1643년, 니혼마쓰 번으로 이봉되었다. 부임하자마자 막부로부터 니혼마쓰 성의 축성을 명령받고 이를 수행했으며, 니혼마쓰에서 번의 제도를 정하고, 도로, 조카마치의 대규모 정비 사업을 시행했다. 고야 산과 만푸쿠지의 승려들을 초청하여 불교와 학문 보급에 힘쓰기도 하였으며, 산학자 이소무라 후미조를 초빙하여 관개용, 성곽 수비 용수로의 설계, 측량을 담당하게 하였고, 니혼마쓰 산학(算學)의 기초를 쌓았다. 하지만 축성을 비롯한 일련의 대사업들로 번과 니와 가문의 재정은 어려움에 처했으며, 그 대책으로서 가신들에게 영지를 제공하는 대신 봉록을 지급하고, 적극적으로 개간 사업에 뛰어들었다.
미쓰시게는 다도를 가타기리 사다마사에게 배우고, 회화를 가노 마스노부, 가노 쓰네노부에게 배워 가노파 화풍의 작품을 그렸으며, 꽃꽂이와 서예에도 조예가 깊어 문화인으로서 널리 알려졌다.1679년, 적자인 니와 나가쓰구에게 번을 물려주고 은퇴한 뒤, 1701년에 81세의 나이로 사망하였다.